# Geylegphug
Geylegphug (ook wel Gelephu of Gelaphu genoemd) is een plaats in Bhutan. Het ligt in het district Sarpang en is gelegen aan de Indische grens. In 2010 telde de stad ruim 10.000 inwoners.

## Geboren
- Sangay Tenzin (2003), zwemmer